# Capriole in salita
Capriole in salita è un romanzo autobiografico di Pino Roveredo, pubblicato per la prima volta dalla casa editrice triestina LINT nel 1996 e riproposto da Bompiani nel 2006, dopo che l'autore aveva vinto, l'anno precedente il Premio Campiello con Mandami a dire.

## Trama
Il romanzo è un'autobiografia di Roveredo che racconta, con toni sovente duri e violenti, la sua vita difficile: dalla nascita da genitori sordomuti, al collegio; dall'alcolismo con cui Pino cerca di fuggire dall'insensatezza dell'esistenza, sino all'esperienza del manicomio che conduce il protagonista verso una lenta e apparentemente insesorabile autodistruzione fisica e morale. Sullo sfondo però una nuova luce, con il matrimonio con Luciana, emblema della possibile rinascita a vita nuova.

## Edizioni
- Pino Roveredo, Capriole in salita, collana Il Filo, Lint Editoriale, 1996 ristampa 1999 e 2005,  p. 172, ISBN 88-8190-077-7.

- Pino Roveredo, Capriole in salita, collana Letteraria Bompiani, Bompiani, 2006,  p. 170, ISBN 88-452-5658-8.